# Mikser (muzyka)

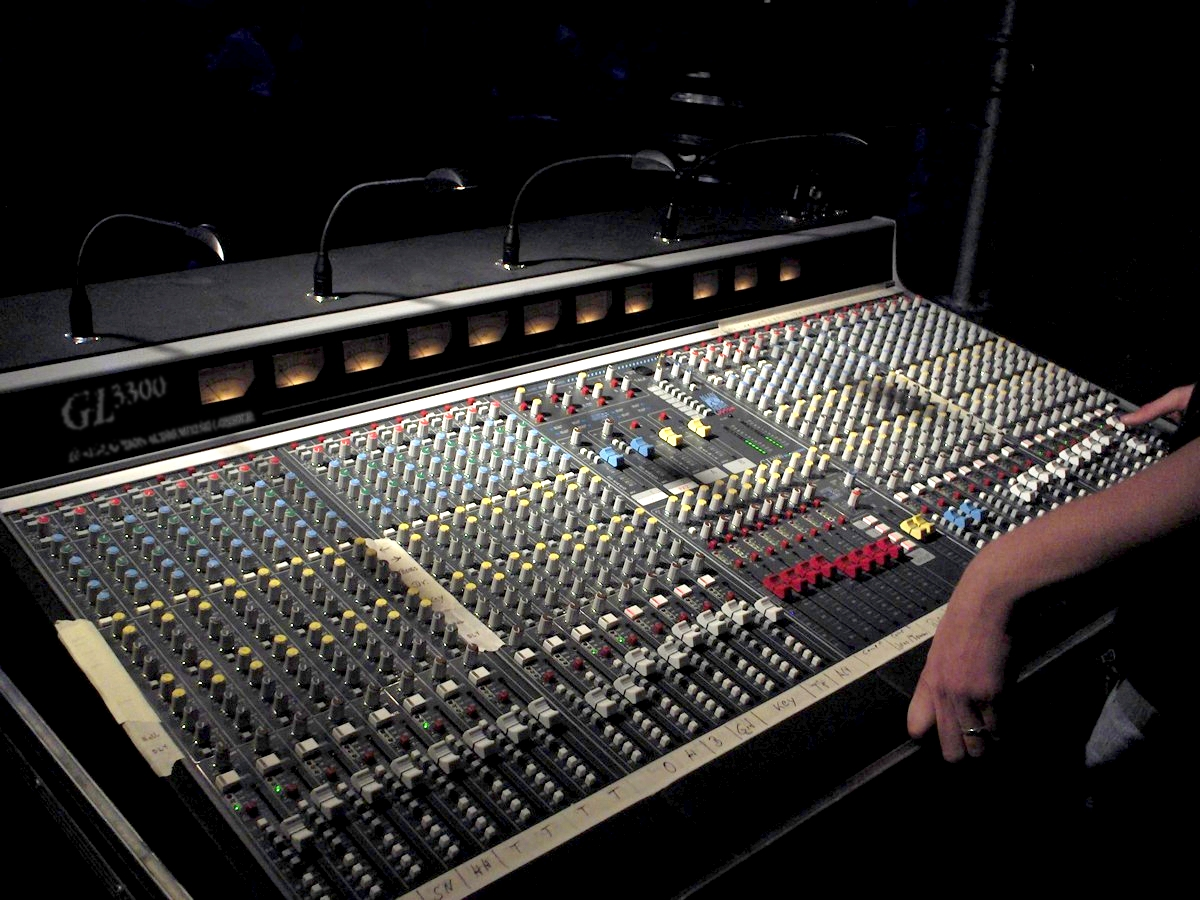
Przykład miksera analogowego

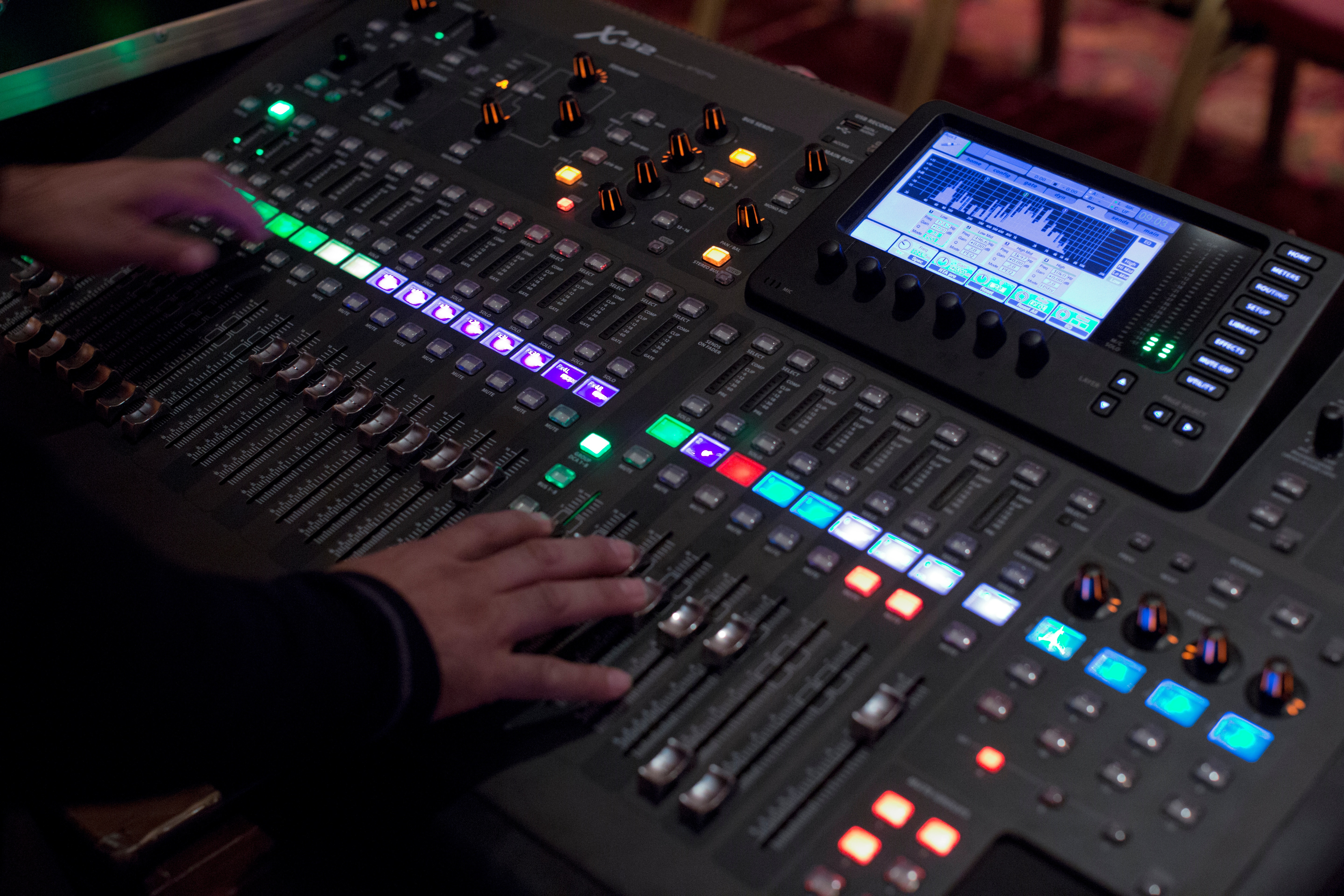
Przykład miksera cyfrowego

Mikser (stół mikserski, konsoleta mikserska) – centralny punkt toru elektroakustycznego, do którego podłączone są źródła sygnału elektroakustycznego, takie jak mikrofony, elektrofony, magnetofony i umożliwiający zmianę parametrów doprowadzonego sygnału, jak np. uwypuklenie lub stłumienie określonych zakresów częstotliwości, wprowadzanie efektów brzmieniowych oraz regulacja głośności. Służy również często jako dystrybutor sygnału do innych urządzeń za pomocą przyłączy analogowych lub cyfrowych. Jest podstawowym narzędziem pracy realizatorów dźwięku oraz DJ-ów.
Pojęcie miksera jest bardzo szerokie i może odnosić się do:
- mikserów estradowych – nagłośnieniowych (patrz zdjęcie obok):
  - mikser frontowy,
  - mikser monitorowy (odsłuchowy);
- mikserów emisyjnych (radio i TV),
- mikserów dla DJ-ów,
- mikserów radiowęzłowych i konferencyjnych,
- mikserów stanowiących wyposażenie innego sprzętu (np. zawarty w karcie dźwiękowej komputera, instrumencie muzycznym itp.).

Zasadniczym podziałem technologicznym jest podział na:
- miksery analogowe,
- miksery cyfrowe.

Stoły mikserskie mają bardzo różne wielkości, w zależności od potrzeb i zastosowań – od niewielkich, kilku lub kilkunastokanałowych, służących do zastosowań konferencyjnych i niewielkich nagłośnień aż do kilkusetkanałowych wielkoformatowych konsolet nagraniowych, transmisyjnych i nagłośnieniowych.

## Zadania konsolety
Niezależnie od technologii wykonania stołu mikserskiego, czy jest to stół analogowy, cyfrowy czy też wirtualny (realizowany za pomocą programu komputerowego), konsoleta spełniać musi te same zadania:
- wzmacniać i wyrównywać poziomy sygnałów pochodzących z różnych źródeł,
- korygować barwę dźwięku,
- sumować (mieszać) sygnały pochodzące z różnych źródeł,
- wysyłać sygnały do urządzeń zewnętrznych (wzmacniaczy, głośników, procesorów dźwięku, urządzeń rejestrujących).

## Budowa stołu mikserskiego[1]
Pojedynczy kanał miksera analogowego składa się z kilku urządzeń operujących na jednym sygnale:
- przedwzmacniacz (pokrętło Gain) – wzmocnienie sygnału do poziomu liniowego; przeciętny sygnał na wyjściu mikrofonu jest mierzony w miliwoltach, więc aby uzyskać napięcie w okolicach poziomu liniowego (0,775 V) wymagane jest jego wzmocnienie;
- phantom – napięcie +48 V dla zasilenia mikrofonów pojemnościowych;
- gniazdo insert – umożliwia wypuszczenie sygnału, po wstępnym wzmocnieniu, na urządzenie zewnętrzne, np. kompresor, bramka szumów, limiter, equalizer, a następnie wprowadzenie go z powrotem na regulator barwy dźwięku;
- filtr dolnozaporowy (opcjonalnie) – wycina wszystkie dźwięki o częstotliwościach poniżej zadanej częstotliwości, w celu zwiększenia odstępu od niskoczęstotliwościowych zakłóceń (np. mechanicznych, powiewów wiatru czy dźwięku dobiegającego z innych źródeł w pobliżu);
- korektor barwy tonu:
  - W mniejszych mikserach występują korektory o stałej częstotliwości i charakterystyce podbicia i tłumienia, np:
    - korektor dwupunktowy – zazwyczaj z dwoma półkowymi korektorami dla wysokich i niskich częstotliwości,
    - korektor trzypunktowy – z dodatkową możliwością podbicia lub stłumienia środka pasma,
    - korektor czteropunktowy – z oddzielną regulacją dla dołu, niskiego i wysokiego środka oraz najwyższych częstotliwości;

  - W mikserach profesjonalnych stosuje się zazwyczaj czterozakresowy:
    - korektor półparametryczny – z możliwością zmiany częstotliwości pracy filtrów,
    - regulator parametryczny – z możliwością zmiany wszystkich parametrów korektora (częstotliwości środkowej, dobroci oraz podbicia/tłumienia);
- tłumik – wykonany najczęściej w postaci potencjometru suwakowego, czasami pokrętła, wyskalowany w decybelach;
- regulator panoramy – odpowiadający za proporcje sygnału między lewą a prawą szyną wyjściową;
- tłumiki szyn AUX – zazwyczaj realizowane za pomocą potencjometrów obrotowych, odpowiadają za poziom sygnału z danego toru na wyjściach pomocniczych (auxilliary) – służących do wysyłania sygnału m.in. na urządzenia zewnętrzne i tory monitorowe; występują dwa rodzaje szyn AUX – post, w której poziom sygnału wysyłany z danego kanału jest zależny od położenia jego tłumika, oraz pre, niezależna od położenia tłumika;
- szyna SOLO – podsłuch sygnału z jednego lub większej liczby kanałów poprzez słuchawki lub odsłuchy realizatora;
- wskaźnik wysterowania – miernik poziomu sygnału może przyjmować formę od pojedynczej diody informującej o przesterowaniu toru do precyzyjnego, wyskalowanego w dB miernika diodowego, plazmowego czy wskazówkowego.

Część dużych mikserów posiada również wbudowane procesory dynamiki – bramki i kompresory.

### Mikser cyfrowy
Mikser cyfrowy pełni tę samą rolę co analogowy, jednak różni się tym, że wszystkie operacje wykonywane są na sygnale cyfrowym. Umożliwia to m.in. przyporządkowanie jednego regulatora do wielu funkcji, zmniejszenie rozmiaru urządzenia oraz ułatwia rozbudowanie go o funkcje niedostępne lub trudno implementowane w mikserze analogowym. Konwersja sygnału (kwantyzacja) następuje zazwyczaj tuż po analogowym przedwzmacniaczu.
Miksery cyfrowe dysponują tym samym zakresem funkcji co analogowe, z tym że dużo częściej wyposażone są w:
- procesory dynamiki (kompresor, bramka, expander, limiter);
- efekty przestrzenne (reverb, delay, chorus itp.);
- automatykę – statyczną (zapis wszystkich ustawień miksera z możliwością natychmiastowego odczytu) i dynamiczną (realizacja zapisanego wcześniej miksu).

Posiadają również złącza przeznaczone dla urządzeń cyfrowych, m.in.
- Word clock – złącze służące synchronizacji zegara między urządzeniami cyfrowymi działającymi w ramach jednego systemu.

Wszystkie operacje na sygnale są realizowane za pomocą oprogramowania lub procesorów DSP (ang. Digital Signal Processor) przetwarzających sygnały w czasie rzeczywistym.

## Producenci
Do firm produkujących konsolety mikserskie należą m.in. takie jak: Allen&Heath, Soundcraft, Studer, AMS Neve, Solid State Logic, Avid, Midas Crest Audio, Yamaha, Cadac. Są to producenci głównie dużych mikserów, ale w swojej ofercie posiadają także i małe. Oprócz tych istnieje ogromna liczba firm produkujących konsolety małoformatowe, m.in. Behringer, Phonic, Mackie, Alto czy Peavey.